# 社旗
社旗（しゃき）とは、企業でシンボルとなる旗の事である。
その多くは社章や社名ロゴがデザインされており、社屋の外に掲げられるケースが多い。また、その会社が主催・スポンサーを務めるイベント(特に、スポーツイベント)では、会場に掲揚されるケースが多い。
かつて各新聞社の取材記者用の黒塗りの社用車や、プレスライダーのバイクには、小さな社旗が掲げられていた。また、マラソン大会などでは、その大会を主催する新聞社の社旗を模した小旗が沿道の観客に配られ、レース中にその旗を振って応援するシーンがよく見られる（例・箱根駅伝の読売新聞社・報知新聞社（スポーツ報知）、ニューイヤー駅伝の毎日新聞・スポーツニッポンなど）。
スポーツチームの親会社であると、そのスポーツチームの球団旗に社旗のデザインが流用されることがある(例・中日ドラゴンズ、サンケイスワローズなど)。
商船では所属する会社の社旗を船首旗として使用する。

## 社旗の一例

### マスコミ関係
- フジサンケイグループ[注 4]
  - グループ会社ごとで異なる地色に、白抜きで中央に目ん玉マーク、その下にそれぞれの社名。
    - 産業経済新聞社（産経新聞・サンケイスポーツ）は赤を地色とする（ただし「夕刊フジ」はオレンジ）。
    - ニッポン放送は薄い緑、フジ・メディア・ホールディングスは濃い緑を地色とする。
    - フジテレビジョンは青を地色とする。

  - 目ん玉マーク登場前（1986年まで）は、それぞれ別々のデザインのものを使用。
    - フジテレビの場合、紺色地に白文字で8マーク・その下に「フジテレビ」の文字。
    - 産経新聞社（サンケイスポーツ）の場合、1960年代前半ごろまでは、赤地[1]右上から左下に白色の太斜線、白色部に赤の三本線、中心に丸囲み・縦文字・白抜きで「産経」。1960年代中盤ごろから1988年は、赤地。中央に白色の太横線、白色部に水色で「サンケイ」、サンケイスポーツは「サンケイ(改行)スポーツ｣。[注 5]。
    - ニッポン放送の場合、電波をイメージしたマークに「ニッポン放送」の文字。
- 共同通信社
  - えんじ地に白で同社の社章（えんじの丸に白文字で「○ KYODO」）、その下に白文字で「共同通信社」
- 岐阜新聞社・岐阜放送
  - 紺色地に中央に赤いライン、ラインの上に白文字で「岐阜新聞」、ラインの下に黄色文字で「岐阜放送」
- 静岡新聞社・静岡放送（静新SBSグループ）
  - 白地に青のCIマーク、黒文字で「静岡新聞」または「SBS」。

#### 新聞社

##### 全国紙
- 朝日新聞社

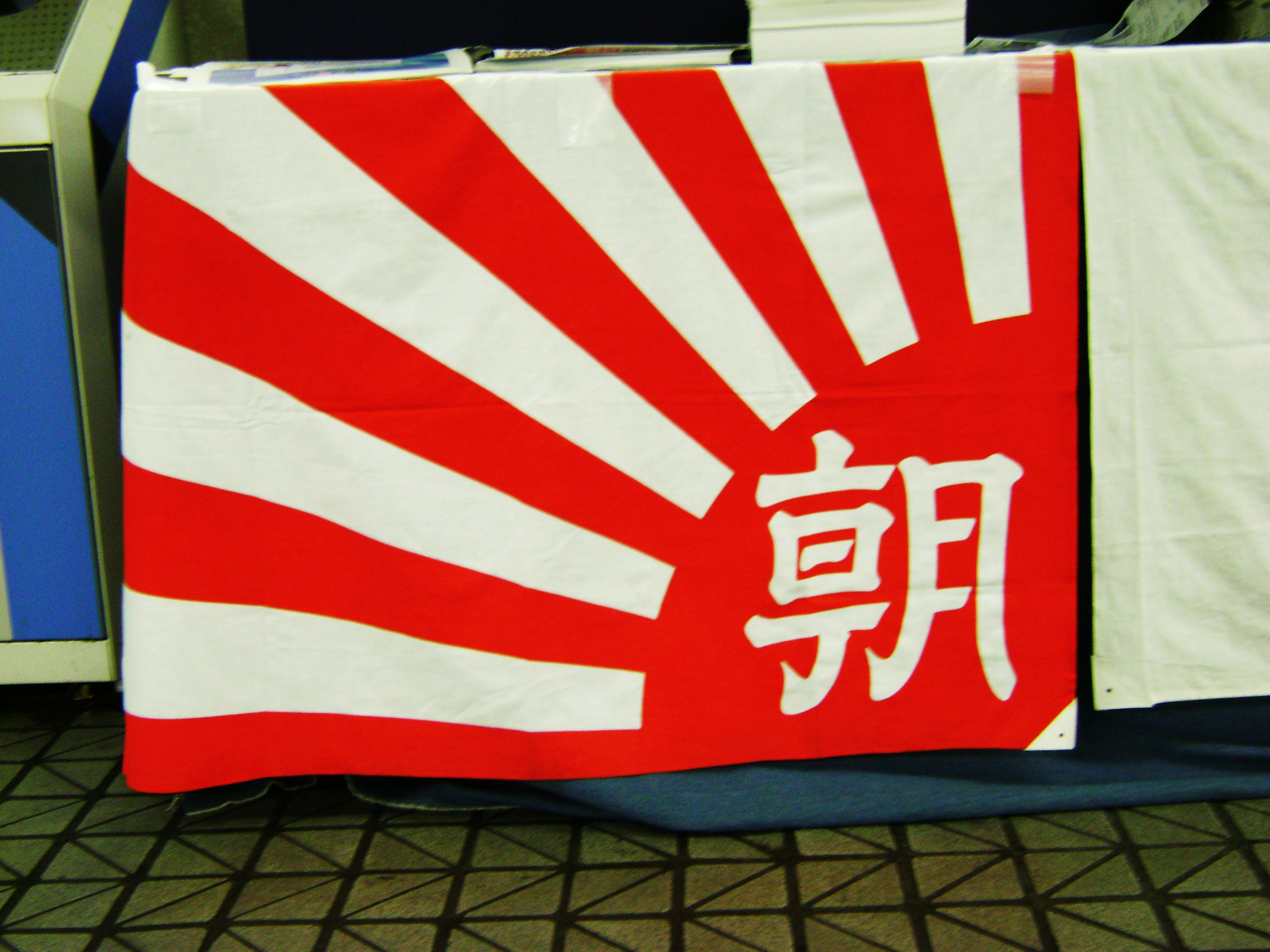
朝日新聞社の社旗（西日本版）

  - 白地に赤く朝日を表したもの。朝日の部分に題字と同じ書体で白く「朝」の文字が入る。東日本地域各本支社（北海道支社、東京本社）は朝日が左から昇り、西日本地域各本社（名古屋本社、大阪本社、西部本社）は朝日が右から昇る。
- 毎日新聞社
  - 1991年12月5日までは、白地で、上部中央に赤く毎日新聞社の社章（☆に「毎」）をかたどり、その両サイドに赤いラインが入ったもの。下部は明朝体の「毎日新聞社」となる場合と、題字と同じ書体の「毎日新聞」となる場合とがあった。
  - 同年12月6日にコーポレートアイデンティティ導入の一環として、題字をモチーフにしたものに変更。水色の地に白く「毎日の目」マーク、それをはさむ形で「MAINICHI」の字が入り、中央にアンダーラインが引かれ、明朝体で毎日新聞の文字が入る[2]。

- 読売新聞社

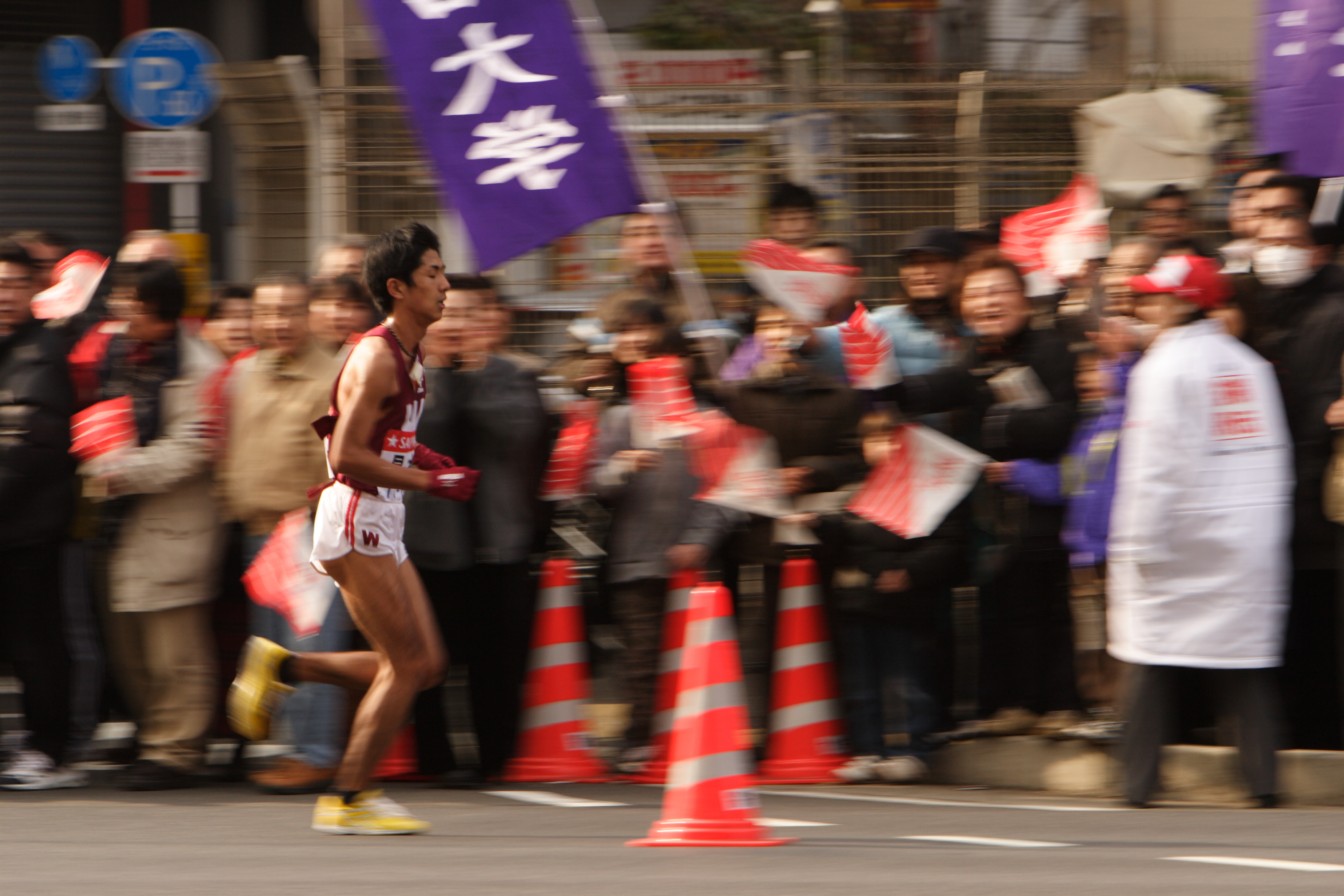
箱根駅伝（2007年）

  - 右斜め半分は赤と白のストライプ模様。残り半分は白地で、角ばった赤い「讀賣」または「読売」の文字が入る。

##### 地方紙
- 北海道新聞社
  - 紺色地に白ライン。白ラインの上に社章（丸に「北」）。その下に白文字で「道新」。
- 中日新聞社
  - 上半分が赤、下半分が紺色になっている。上半分の左側には中日新聞社の社章（いわゆる中日マーク）、下半分の右側には「中日」の文字が白抜きで染め抜かれている。なお、赤は燃える情熱、紺色は無限の発展と冷静さ、白は公正・中立を意味している。「中日」の部分を、東京本社で使う物では「東京新聞」に、北陸本社で使う物では「北陸中日」に中日スポーツで使用する物は「中日スポーツ」のロゴに、東京中日スポーツで使う物は「東京中日スポーツ」のロゴ、日刊県民福井（福井支社）で使う物は「日刊県民福井」にそれぞれ差し替えている。
    - それ以前の社旗は赤色に白抜きで中日新聞社の社章が大きく染め抜かれ、社章の下部に白抜きで「中部日本新聞」と染め抜かれていた。

  - ちなみに、中日新聞が親会社を務めるドラゴンズの球団旗はこれをアレンジしたものが使われる（社章の部分が筆記体「Dragons」ロゴになっているもの）。
- 西日本新聞社
  - 白地に同社の社章。その下に黒文字で「西日本新聞社」。

##### スポーツ紙
- 報知新聞社（スポーツ報知）

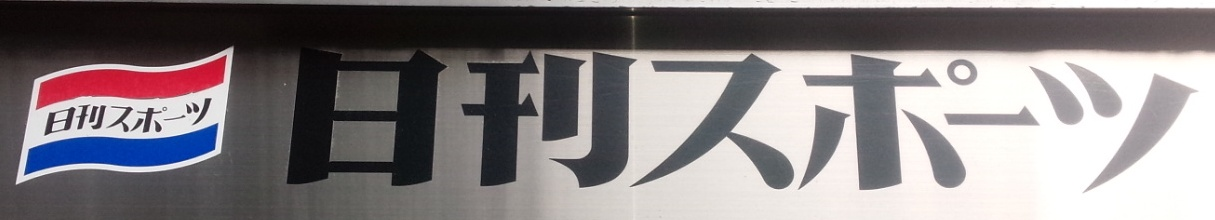
日刊スポーツの社旗を模したロゴマーク

  - 黄色地に上下に緑のライン。中央の黄色い部分に「スポーツ報知」ロゴ
- スポーツニッポン
  - 上から赤・白・青、上の部分に「SN」マーク（赤地に白、丸にSN）、青の部分に白抜きで「スポーツニッポン」。
- 日刊スポーツ
  - 上から赤・白・青、白の部分に黒文字で「日刊スポーツ」。

#### ラジオ・テレビ兼営局
国営放送
- 日本放送協会 (NHK)
  - 赤地に白抜きまたは白地に赤文字で｢NHK｣のロゴマーク。

##### 在京キー局
- 日本テレビ放送網
  - 白地に、黒字で「日テレ」（アラビア数字の「0」を「日」に見せかけている）、その下に「NIPPON TV」。
  - かつては、青地に社章（「NTV」ロゴを丸で囲ったもの）を白く抜いたデザインや、読売新聞社の社旗を模したデザイン（上から緑・赤・青のライン、その下に「日本テレビ」）などを使用。さらに、2013年までは白地で金色の「なんだろう」に「日テレ」、下に「NIPPON TELEVISION」のロゴが入ったものを使用していた。
- TBSテレビ
  - 白地にTBSのシンボルマーク・ジ〜ン、その下にTBS。
  - かつては、上が白・下が青の上下セパレート型（ラジオ東京時代・東京放送時代初期）や、左から緑・赤・青のライン・その上に当時の筆記体ロゴを白く抜いた物（1966年5月～1987年9月）、青地に白の筆記体ロゴ（1987年10月～1991年秋）、それに白地にミクロコスモスのロゴ（1991年秋～1994年2月）といったものを使用。
- テレビ朝日
  - 白地に局のロゴマークと「tv asahi」
  - 日本教育テレビ（NET）時代（1959年 - 1977年）は、NETの"N"を電波を表した形の中に”NET”と斜面のロゴが入っており、エンジ色で構成されていた。
  - 全国朝日放送時代（1977年 - 2003年）には、白地にチャンネル番号の「10」のマーク。その下に「テレビ朝日」。
- テレビ東京
  - 白地に局のロゴマーク「TV TOKYO」
  - かつて（東京12チャンネル時代）は、旧チャンネルナンバーの「12」を大きくデザインしたものを使用。

##### 在阪準キー局
- 関西テレビ放送
  - 上から、白地に赤の8マーク、緑地に白抜きで「KTV」、赤地に白抜きで「関西テレビ放送」
- 讀賣テレビ放送
  - 読売新聞社の社旗と同じデザインである。ただし、文字の部分に関しては黒字で「讀賣（改行）テレビ」と表記される。また色合いも読売新聞社の社旗は朱色に近い赤色だが、読売テレビの社旗はワイン色に近い赤色になっている。
- 毎日放送
  - 黄緑地に白抜きで「MBS」
  - かつては赤・青・白を地色に使った社旗（通称:三色旗）を使用。
- 朝日放送テレビ
  - 白地にオレンジで「ABC」ロゴ。

##### 在名基幹局
- 東海テレビ放送
  - 青緑地に同局のシンボルマークである｢1｣マーク、その下に「東海テレビ」
- 中部日本放送
  - 青地に白文字で｢CBC｣ロゴ、その下に「中部日本放送」

##### その他地方局
- 北海道放送
  - 白地に中央に赤いライン。赤いラインの中央に青文字で「HBC」ロゴ
  - かつては、黄色地に黒文字で「HBC 北海道放送」と書かれたものを使用。
- 札幌テレビ放送
  - 白地に赤文字で「STV」ロゴ。その下に青色のライン、白抜きで「札幌テレビ放送」
- 北海道テレビ放送
  - 白地に長方形、その横に黒文字で「HTB」ロゴ。
- 北海道文化放送
  - 白地に赤で「uhb」ロゴ。その下に赤いライン、白抜きで「北海道文化放送」。
- テレビ北海道
  - 白地に「TVh」、その下に赤いラインに白文字で「テレビ北海道」
- 青森テレビ
  - 赤地に白抜きで「ATV　青森テレビ」。
- 東日本放送
  - 左右セパレート型で、左は赤地に白でKHBの社章、右は白地に緑の文字で「KHB」。
- テレビユー福島
  - 白地に青文字で「TUF」、その下は青地に白抜きで「テレビユー福島」。
- TOKYO MX
  - 白地に「ゆめらいおん」。下に「TOKYO MX」。
- 新潟放送
  - 青地に白抜きで「BSN」。
- テレビせとうち
  - 白地に「TSC テレビせとうち」。
- RSK山陽放送
  - 白地に「RSK」ロゴ。
- 中国放送
  - 上が青・下が赤のセパレート、その上に白文字で「RCC」。
- 山口放送
  - 白地に赤文字で「kry」、その下に赤いラインに白文字で「山口放送」
- RKB毎日放送
  - 白地に「+rkb」。
- 九州朝日放送
  - 黄緑色の部分と青色の部分を白い斜線で分けたものをベース、青色の部分に白抜きで「KBC」。
- テレビ西日本
  - 白地に「TNC」、その下に赤いライン、白抜きで「テレビ西日本」。
- TVQ九州放送
  - 緑地に「TVQ」ロゴ。
- サガテレビ
  - オレンジをベースに白文字に「sts」、その下に白いライン、青い文字で「サガテレビ」
- テレビ大分
  - 白地に赤でTOSロゴ、その下に青地に白抜きで「テレビ大分」。
- 熊本放送
  - 白地に「RKK」ロゴ。
  - ただし、「RKK」ロゴは2013年より使用されている「rkk」ではなく、一世代前（1984年4月1日に採用され、2012年12月31日まで使用）のもの。
- テレビ長崎
  - 白地にKTNロゴ。

#### ラジオ単営局
- ラジオ福島
  - 白地に「rfc」、その下に赤地に白文字で「ラジオ福島」
- 文化放送
  - オレンジをベースに「文化放送」ロゴ。
- 東海ラジオ放送
  - 白地に赤の東海ラジオの社章。その下に黒文字で「東海ラジオ」。
- ラジオ大阪
  - 赤地に白の「OBC」ロゴ。その上に白いライン、そこに黒文字で「ラジオ大阪」
- ラジオ関西
  - 白地に「CRK（CRは青、Kが赤）」「radio KANSAI」。下に青地に白文字で「ラジオ関西 558KHz」

### 日本郵政グループ
- 日本郵政株式会社・日本郵便株式会社・株式会社ゆうちょ銀行・株式会社かんぽ生命保険
  - 白地に赤色の郵便記号

### 自動車
- トヨタ自動車
  - 白地に赤文字。丸に「トヨタ」。
- 日産自動車
  - 白地に日産自動車社章。
- 三菱自動車
  - 白地に赤の「スリーダイヤ」。
- マツダ
  - 黒地にマツダのロゴマーク。
- SUBARU
  - 青地にスバルのロゴマーク。

### 製造業
- 任天堂
  - 青地に白抜きで「任天堂」。
- 積水化学工業
  - 青地に黄色で亀甲に「SSS」ロゴ。（積水ハウスは緑を地色とする）

### 交通関係

#### 航空
- 全日本空輸
  - 白地にANAロゴ
  - かつては、空色（水色）をベースにレオナルド・ダ・ヴィンチのヘリコプターの絵をあしらった社章を中央に、左下に「全日空」。
- 日本航空
  - 白地に赤で「鶴丸マーク」。
  - かつては、白地にJALマークの「太陽のアーク」。

#### 鉄道
- JR
  - 白地に「JR」ロゴ。ロゴの色はJRグループにおける各社それぞれのコーポレートカラーでデザインされている。

### 電機
- 日立製作所
  - 白地に赤で日立の社章（日立マーク）。

### 小売業

#### 百貨店
- 三越
  - 赤地に白で丸に「越」。
- 伊勢丹
  - 赤地に白で丸に「伊」。
  - 白地に英文の「ISETAN」。
- 髙島屋
  - 白地に赤文字で丸に「高」。
- 大丸
  - 白地に緑で孔雀を模したデザインの社章。（緑色地に白抜きのものもある）
- 松坂屋
  - 白地に青で丸に井桁の中に「藤」。
- 丸栄
  - 白地に赤で丸に「栄」。
- 岩田屋
  - 白地に赤で長方形の角に「岩」。

### 医薬品
- 塩野義製薬
  - 黄色地に塩野義製薬社章。
- 久光製薬
  - 青地に白抜きで社章（丸に「小」）。その下に「久光製薬株式会社」。

### パルプ・紙
- 大王製紙
  - 青地に黄色で井桁に「川」。

## ギャラリー
新聞社の取材機にも、社旗が描かれる場合がある。

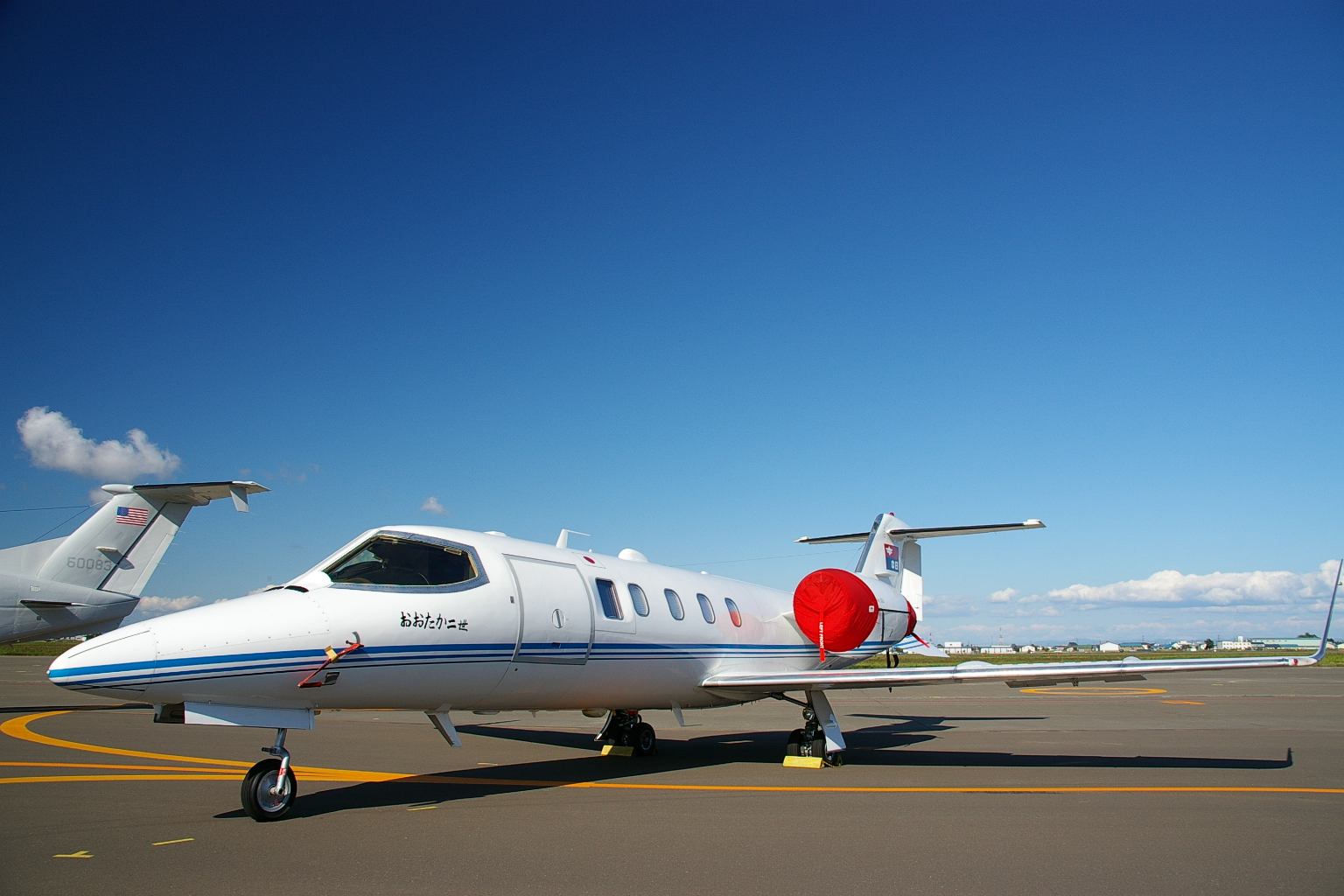
「おおたか二世」 （中日新聞社）
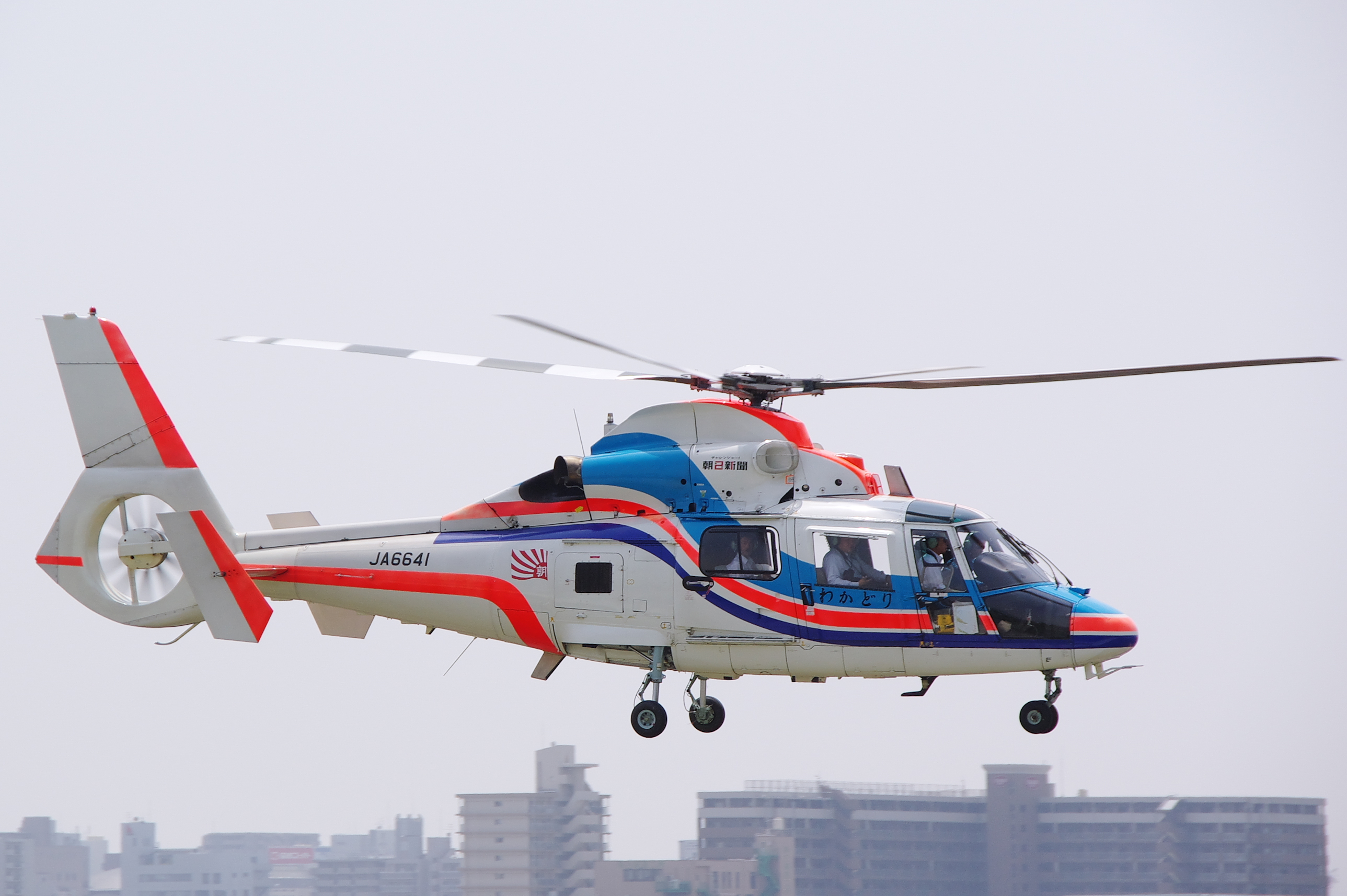
「わかどり」 （朝日新聞社）
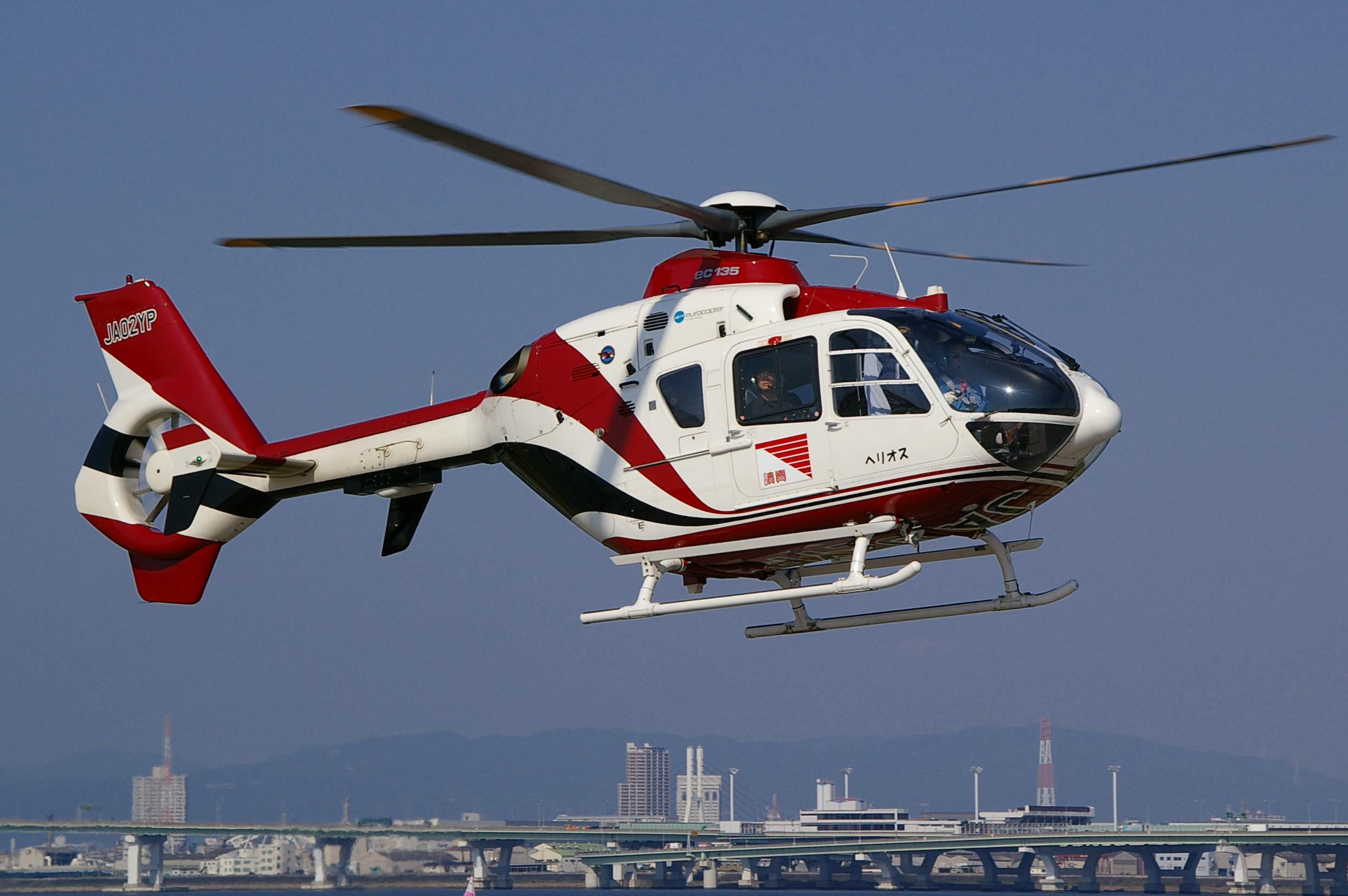
「ヘリオス」 （読売新聞社）